# آلان كروجر
آلان كروجر (بالإنجليزية: Alan Krueger)‏ (و. 1960 – ت.2019 برينستون (نيو جيرسي)) هو عالم اقتصاد، وبروفيسور (أستاذ جامعي) من الولايات المتحدة الأمريكية .
وهو عضو في الحزب الديمقراطي الأمريكي .

## التعليم
تعلم في جامعة هارفارد، وجامعة كورنيل.

## مناصب وهيئات
أدار جامعة برنستون.

## روابط خارجية
- آلان كروجر على موقع مونزينجر (الألمانية)